# برايان جوردن
برايان جوردن (بالإنجليزية: Brian Jordan)‏ (31 يناير 1932 في المملكة المتحدة - ) هو لاعب كرة قدم بريطاني في مركز الوسط. لعب مع ديربي كاونتي ونادي روذرهام يونايتد ونادي ميدلزبره ونادي يورك سيتي ودنابي يونايتد.

## وصلات خارجية
- برايان جوردن على موقع قاعدة بيانات كرة القدم.إي يو (الإنجليزية)